# Moliščina
Moliščina (hrvaško moliški hrvatski jezik oz. moliški hrvatski dijalekt, moliškohrvatsko narječje, furlansko croato molisano, neapeljsko croato mulisano) je osamosvojeno narečje hrvaškega jezika, ki ga govorijo Moliški Hrvati v regiji Molize v jugo-srednji Italiji. Molizani svoje narečeje imenujejo kot Zlavi jezik, torej slovanski jezik.

## Jezikovne posebnosti
Jezikoslovci so našli okoli 3000 moliških govorcev, vendar je možno, da jih je na vsem svetu 5000. V moliščini se mešajo štokavski in ikavski elementi. Moliški Hrvati tako imenujejo svoj materni jezik zlavi oziroma zlavi jezik. O svojem izvoru pravijo, da so prišli z onu banu mora (iz one strani morja). Moliški govorci živijo danes v vaseh Montemitro (Mundimitat), Acquaviva Collecroce (Živavoda Kruč) in San Felice del Molise (Štifilić).
Danes se ikavski in štokavski elementi uporabljajo na Hrvaškem in v Bosni in Hercegovini. V moliščini so ti elementi arhaični. Hkrati ima moliščina več izposojenk iz neapeljščine in italijanščine. V moliščini analitično predlog do (ob samostalniku v rodliniku) zamenja svobodni rodilnik in se preobrazi v od. Moliščina od 19. stoletja uporablja gajico. 

## Zgodovina
Turki so v 16. stoletju zavzeli Dalmacijo, in Severno Bosno. Mnogi Hrvati so pobegnili v Italijo.
Medo Pucić, hrvaški jezikoslovec, je bil leta 1855 v Italiji in je v Neaplju poslušal govor krojača in njegove žene, ki ga je spominjal na hrvaščino. Krojač je povedal, da se je rodil v Kruču.
Milan Rešetar je 1911 na Dunaju izdal monografijo Srbohrvaška kolonija v Južni Italiji (Die Serbokroatischen Kolonien Süditaliens). Rešetar je tako mislil, da je moliški jezik del srbščine, ker so govorci vešči štokavskega narečja. 

## Moliška pesemSin moj
Mo prosič solite saki dan

ma što činiš, ne govoreš maj

je funia dan, je počela noča,

maneštra se mrzli za te čeka.

Letu vlase e tvoja mat

gleda vane za te vit.

Boli život za sta zgoro,

ma samo mat te hoče dobro.

Sin moj!

Nimam već suze za još plaka

nimam već riče za govorat.

Srce se guli za te misli

što ti prodava, oni ke sve te išće!

Palako govoru, čelkadi saki dan,

ke je dola droga na vi grad.

Sin moj!

Tvoje oč, bihu toko lipe,

sada jesu mrtve,

Boga ja molim, da ti živiš

droga ja hočem da ti zabiš,

doma te čekam, ke se vrniš,

Solite ke mi prosiš,

kupiš paradis, ma smrtu platiš.

## Primerjava molitveOče naš
| Moliščina | Hrvaščina | Slovenščina |
| --- | --- | --- |
| Tata naš, ka jesi na nebu, da bi bija sfe sfeti jima tvoj, da bi doša tvoj kraljar, da bi sa čila ono ka hoš ti, na nebu a zgora sfita. Daj nami naš kruh saki dan a jam nami naše duge, kaka mi hi jamivama drugimi. A nomo nasa čit past na tendacijunu, ma zdriš nasa do zlo. | Oče naš, koji jesi na nebesima, sveti se Ime Tvoje, dođi kraljevstvo Tvoje, budi volja Tvoja, kako na Nebu, tako i na Zemlji. Kruh naš svagdanji daj nam danas, i otpusti nam duge naše, kako i mi otpuštamo dužnicima našim. i ne uvedi nas u napast, nego izbavi nas od zla. | Oče naš, ki si v nebesih, posvečeno bodi Tvoje ime, pridi k nam Tvoje kraljestvo, zgodi se nam Tvoja volja, kakor v nebesih, tako na Zemlji. Daj nam danes naš vsakdanji kruh, in odpusti nam naše dolge, kakor tudi mi odpuščamo svojim dolžnikom, in ne vpelji nas v skušnjavo, temveč reši nas hudega. |